# Carlos Henrique Casimiro
Carlos Henrique Casimiro, conegut com a Casemiro (nascut el 23 de febrer de 1992) és un futbolista brasiler que juga com a migcampista amb el Manchester United FC i la selecció del Brasil. És sovint considerat com a un dels millors centrecampistes defensius del món.
L'any 2022, va deixar el Reial Madrid i es va unir al Manchester United per un traspàs valorat en uns 70,65 milions d'euros, guanyant la EFL Cup en la seva primera temporada.

## Carrera esportiva
Nascut a São José dos Campos, Casemiro és producte del planter del São Paulo FC. Des dels 11 anys endavant sempre ha estat el capità de l'equip. Ha representat la selecció brasilera sub-20, guanyant el Campionat Sud-americà en 2011. El seu estil de joc és versàtil i agressiu, essent un centrecampista que s'incorpora molt a l'atac. Els seus ídols són Zinédine Zidane i Hernanes. Va debutar al Reial Madrid CF el 20 d'abril de 2013 davant el Reial Betis.

### Reial Madrid
El 10 de juny de 2013 el Reial Madrid va anunciar que feia efectiva l'opció de compra per Casemiro, convertint-se en jugador del primer equip per les properes quatre temporades. Casemiro fou el segon fitxatge durant l'estiu de 2013, després de Dani Carvajal. No ha transcendit l'import que va abonar el Reial Madrid al seu equip d'origen.
El juliol de 2014 el Madrid va arribar a un acord amb el FC Porto per la cessió del jugador, que jugaria una temporada a l'equip portuguès, entrenat per Julen Lopetegui.

## Estadístiques
A 20 d'abril de 2013
| Club            | Temporada     | Lliga domèstica | Lliga domèstica | Copa domèstica | Copa domèstica | Competicions continentals | Competicions continentals | Altres tornejos | Altres tornejos | Total   | Total  |
| Club            | Temporada     | Partits         | Gols            | Partits        | Gols           | Partits                   | Gols                      | Partits         | Gols            | Partits | Gols 1 |
| --------------- | ------------- | --------------- | --------------- | -------------- | -------------- | ------------------------- | ------------------------- | --------------- | --------------- | ------- | ------ |
| São Paulo FC    | 2010          | 18              | 2               | —              | —              | —                         | —                         | —               | —               | 18      | 2      |
| São Paulo FC    | 2011          | 21              | 4               | 5              | 1              | 2                         | 0                         | 12              | 1               | 40      | 6      |
| São Paulo FC    | 2012          | 22              | 0               | 9              | 1              | 1                         | 0                         | 18              | 2               | 50      | 3      |
| São Paulo FC    | 2013          | 1               | 0               | 0              | 0              | 2                         | 0                         | 1               | 0               | 3       | 0      |
| São Paulo FC    | Total         | 62              | 6               | 14             | 2              | 5                         | 0                         | 31              | 3               | 111     | 11     |
| Reial Madrid B  |               |                 |                 |                |                |                           |                           |                 |                 |         |        |
| 2012–13         | 15            | 1               | 0               | 0              | 0              | 0                         | 0                         | 0               | 15              | 1       |        |
| Total           | 15            | 1               | 0               | 0              | 0              | 0                         | 0                         | 0               | 15              | 1       |        |
| Reial Madrid CF |               |                 |                 |                |                |                           |                           |                 |                 |         |        |
| 2012–13         | 1             | 0               | 0               | 0              | 0              | 0                         | 1                         | 0               | 1               | 0       |        |
| 2013–14         | 0             | 0               | 0               | 0              | 0              | 0                         | 2                         | 2               | 0               | 0       |        |
| Total           | 1             | 1               | 1               | 0              | 0              | 0                         | 2                         | 2               | 1               | 0       |        |
| Total carrera   | Total carrera | 77              | 7               | 14             | 2              | 5                         | 0                         | 33              | 5               | 127     | 12     |

### Internacional
| Equip nacional | Any   | Partits | Gols |
| -------------- | ----- | ------- | ---- |
| Brasil         | 2011  | 1       | 0    |
| Brasil         | 2012  | 4       | 0    |
| Total          | Total | 5       | 0    |

### Gols internacionals

#### Sub–20
| #  | Data                | Lloc                                               | Oponent  | Gol | Resultat final | Competició                   |
| -- | ------------------- | -------------------------------------------------- | -------- | --- | -------------- | ---------------------------- |
| 1. | 20 de gener de 2011 | Estadio Jorge Basadre, regió de Tacna, Perú        | Colòmbia | 1–0 | 3–1            | Campionat sud-americà sub-20 |
| 2. | 3 de febrer de 2011 | Estadio Monumental Virgen de Chapi, Arequipa, Perú | Colòmbia | 1–0 | 2–0            | Campionat sud-americà sub-20 |
| 3. | 9 de febrer de 2011 | Estadio Monumental Virgen de Chapi, Arequipa, Perú | Equador  | 1–0 | 1–0            | Campionat sud-americà sub-20 |

## Palmarès
São Paulo
- Copa Sud-americana: 2012

Reial Madrid
- 5 Lligues de Campions: 2013–14, 2015–16,[9] 2016–17,[10] 2017–18, 2021–22
- 3 Supercopes d'Europa: 2016,[11] 2017, 2022
- 3 Campionats del Món de Clubs de la FIFA: 2016,[12] 2017,[13] 2018
- 3 Lligues espanyoles: 2016-17,[14] 2019-20, 2021-22
- 1 Copa del Rei: 2013-14
- 3 Supercopes d'Espanya: 2017,[15] 2019-20, 2022

Manchester United FC
- 1 Copa anglesa: 2023-24
- 1 Copa de la Lliga anglesa: 2022-23

Selecció brasilera
- 1 Copa Amèrica: 2019

### Equips juvenils
São Paulo
- Campionat estatal de São Paulo sub-15: 2007
- Mundial de clubs sub-17: 2008
- Copa São Paulo de Juniores: 2010

Equip nacional
- Campionat sud-americà sub-20: 2011
- Copa del Món de futbol sub-20: 2011
- Superclásico de las Américas: 2011